# Зеленотілка південна
Зеленотілка південна (Somatochlora meridionalis) — вид бабок родини кордуліїд (Corduliidae).

## Поширення
Вид поширений в Південній та Центральній Європі і Малій Азії. Локально два місця проживання є на крайньому південному заході України. Личинки трапляються у вузьких, мілководних, затінених потоках, лише зрідка розмножується в стоячих водах.

## Опис
Бабки середніх розмірів з однотонно забарвленим блискучим, металево-зеленим тілом. Боки грудей несуть на собі добре помітну жовту пляму (або навіть пару плям) посередині, трохи нижче основи передньої пари крил. Довжина тіла до 60 мм, довжина черевця — до 40 мм, довжина заднього крила — до 35 мм.